# 1972年札幌オリンピックの日本選手団
1972年札幌オリンピックの日本選手団（1972ねんさっぽろオリンピックのにほんせんしゅだん）は、1972年2月3日から2月13日まで日本の北海道札幌市で行われた1972年札幌オリンピックの日本選手団各選手の試合結果。選手所属は1972年当時のもの。

## 概要
- 人員：110人（選手90人、役員20人）
主将：鈴木惠一（スピードスケート）
旗手：益子峰行（スキージャンプ）
- 結団式：1月12日（札幌市民会館）
- 解団式：2月14日（北海道警察学校）

## メダル獲得者

### 金メダル
- 笠谷幸生（スキー70m級ジャンプ）
  - 冬季オリンピック史上日本人初の金メダリスト

### 銀メダル
- 金野昭次（スキー70m級ジャンプ）

### 銅メダル
- 青地清二（スキー70m級ジャンプ）

## スキー
コーチ：笠谷昌生

コーチ：谷口明見

コーチ：佐藤和男

コーチ：塩島澄博

コーチ：斎藤貢

コーチ：吉田猛

### アルペンスキー
- 古川年正（美津濃）
  - 男子回転：途中棄権
- 市村政美（日本楽器）
  - 男子回転：17位（114秒83）
  - 男子大回転：15位（3分15秒34）
- 千葉晴久（専修大学）
  - 男子回転：途中棄権
  - 男子大回転：19位（3分17秒23）
- 大杖正彦（デサント）
  - 男子滑降：35位（1分59秒55）
  - 男子大回転：途中棄権
- 柏木正義（日仏貿易）
  - 男子回転：18位（116秒61）
  - 男子大回転：途中棄権
- 富井澄博（日本大学）
  - 男子滑降：22位（1分55秒34）
- 岡崎恵美子（アジアスキー）
  - 女子回転：13位（1分39秒53）
  - 女子滑降：41位（1分48秒85）
  - 女子大回転：32位（1分40秒37）
- 沖津はる江（大東文化大学）
  - 女子回転：16位（1分40秒67）
  - 女子滑降：40位（1分45秒37）
  - 女子大回転：22位（1分35秒33）
- 南雲美津代（西沢スキー）
  - 女子回転：途中棄権
  - 女子滑降：32位（1分43秒07）
  - 女子大回転：途中棄権
- 片桐美雪（小賀坂スキー）
  - 女子回転：途中棄権
  - 女子滑降：35位（1分44秒10）
  - 女子大回転：30位（1分39秒11）

### クロスカントリースキー
- 岡村富雄（慶應義塾大学）
  - 男子30km：47位（1時間47分50秒20）
- 工藤誠二（日本国有鉄道）
  - 男子30km：44位（1時間47分00秒40）
  - 男子50km：29位（2時間57分42秒62）
- 柴田国男（東京美装）
  - 男子15km：41位（49分38秒95）
  - 男子30km：23位（1時間42分30秒83）
- 松岡昭義（日本軽金属）
  - 男子15km：43位（49分50秒72）
- 松村元治（陸上自衛隊）
  - 男子15km：51位（50分43秒76）
  - 男子50km：途中棄権
- 谷藤秀夫（札幌鉄道管理局）
  - 男子15km：37位（49分06秒97）
  - 男子30km：37位（1時間45分37秒13）
- 岡村富雄・柴田国男・谷藤秀夫・松岡昭義
  - 男子4×10km距離競走：10位（2時間13分59秒14）
- 高橋弘子（北野建設）
  - 女子5km：34位（18分32秒75）
  - 女子10km：25位（36分53秒84）
- 今井春美（カザマスキー）
  - 女子5km：38位（19分05秒73）
  - 女子10km：37位（39分33秒13）
- 斎藤秀子（栗駒観光センター）
  - 女子10km：38位（39分51秒61）
- 赤坂明子（カザマスキー）
  - 女子5km：43位（19分49秒74）
- 大関時子（三馬ゴム）
  - 女子5km：37位（19分00秒82）
  - 女子10km：33位（38分07秒24）
- 大関時子・斎藤秀子・高橋弘子
  - 女子3×5kmリレー：9位（53分20秒59）

### スキージャンプ
- 笠谷幸生（ニッカウヰスキー）
  - 70m級：優勝・金メダル獲得（244.2）
  - 90m級：7位（209.4）
- 金野昭次（北海道拓殖銀行）
  - 70m級：2位・銀メダル獲得（234.8）
  - 90m級：12位（199.1）
- 青地清二（雪印乳業）
  - 70m級：3位・銅メダル獲得（229.5）
- 藤沢隆（国土計画）
  - 70m級：23位（207.8）
  - 90m級：14位（197.1）
- 板垣宏志（国土計画）
  - 90m級：19位（183.1）
- 益子峰行（北海道拓殖銀行）
  - 出場せず
- 沢田久喜（雪印乳業）
  - 出場せず

### ノルディック複合
- 荒谷一夫（北海道拓殖銀行）
  - 個人：15位（374.040）
- 佐々木信孝（芝浦工業大学）
  - 個人：24位（359.945）
- 勝呂裕司（日本軽金属）
  - 個人：5位入賞（390.200）
- 中野秀樹（早稲田大学）
  - 個人：13位（375.055）

## スケート

### スピードスケート
監督：長尾英男

コーチ：松本光男
- 伊藤清美（日本大学）
  - 男子1500m：22位（2分11秒96）
  - 男子5000m：13位（7分45秒96）
  - 男子10000m：10位（15分48秒17）
- 前田睦彦（国土計画）
  - 男子1500m：20位（2分11秒09）
- 内藤修（日本大学）
  - 男子5000m：16位（7分56秒97）
  - 男子10000m：12位（15分52秒93）
- 肥田隆行（三協精機）
  - 男子500m：13位（40秒62）
- 平手則男（三協精機）
  - 男子500m：17位（41秒08）
- 鈴木惠一（国土計画）
  - 男子500m：19位（41秒28）
- 鈴木正樹（王子製紙）
  - 男子500m：8位（40秒41）
- 井出かなめ（三協精機）
  - 女子1500m：18位（2分28秒34）
  - 女子3000m：16位（5分17秒30）
- 斎藤幸子（三協精機）
  - 女子500m：9位（45秒35）
  - 女子1000m：18位（1分35秒12）
- 小池里美（三協精機）
  - 女子1500m：11位（2分25秒16）
  - 女子3000m：12位（5分09秒21）
- 小野沢良子（三協精機）
  - 女子500m：21位（46秒70）
  - 女子1000m：28位（1分36秒99）
- 田口恵美子（三ッ輪運輸）
  - 女子1000m：15位（1分34秒40）
  - 女子1500m：17位（2分28秒19）
- 有賀秋子（中京短期大学）
  - 女子3000m：18位（5分22秒60）

### フィギュアスケート
監督：竹内己喜男
- 樋口豊（法政大学）
  - 男子シングル：16位
- 山下一美（関西学院大学出）
  - 女子シングル：10位
- 長沢琴枝（日本大学）・長久保裕（日本大学出）
  - ペア：16位

## バイアスロン
監督：八木祐四郎

コーチ：高橋登
- 佐々木昭三（陸上自衛隊）
  - 男子20km：23位（1時間23分05秒54）
- 笹久保和雄（陸上自衛隊）
  - 男子20km：38位（1時間28分04秒43）
- 渋谷幹（陸上自衛隊）
  - 男子20km：17位（1時間21分57秒27）
- 大野公（陸上自衛隊）
  - 男子20km：25位（1時間23分26秒83）
- 大野公・佐々木昭三・笹久保和雄・渋谷幹
  - 男子4×7.5kmリレー：8位（2時間35分21秒0）
- 白手良幸（陸上自衛隊）
  - 出場せず

## ボブスレー
監督：長谷川則康
- 阿部一視（ユタカ産業）・江刺家進（北海道日産自動車）
  - 2人乗り：15位（5分06秒59）
- 佐藤力夫（地崎組）・鈴木昭彦（札幌市北消防署）
  - 2人乗り：21位（5分09秒01）
- 市橋善行（札幌プリンスホテル）・稲葉博志（カネボウ化粧品）・菅原貢一（北海学園大学）・長田利久（札幌プリンスホテル）
  - 4人乗り：失格
- 阿部一視・鈴木昭彦・江刺家進・佐藤力夫
  - 4人乗り：12位（4分47秒92）

## リュージュ
監督：田島正実
- 江口正登（北海道警察本部）
  - 男子1人乗り：18位（3分33秒81）
- 荒井理（明星大学出）
  - 男子1人乗り：26位（3分37秒31）
- 市川和明（北海道警察本部）
  - 男子1人乗り：20位（3分34秒99）
- 小林政敏（東洋電機）
  - 男子1人乗り：24位（3分36秒39）
- 荒井理・小林政敏
  - 男子2人乗り：4位入賞（1分29秒63）
- 市川和明・江口正登
  - 男子2人乗り：18位（1分33秒56）
- 渋谷裕子（地崎組）
  - 女子1人乗り：13位（3分04秒45）
- 川瀬美弥子（明星大学）
  - 女子1人乗り：19位（3分08秒10）
- 大高優子（エルムソーイング）
  - 女子1人乗り：5位入賞（3分00秒98）

## アイスホッケー
監督：田名部匡省

コーチ：本間信一
- 秋葉武士（岩倉組）・伊藤実（岩倉組）・岩本宏二（国土計画）・大坪利満（王子製紙）・岡島徹（岩倉組）・垣原功（国土計画）・川島実（国土計画）・黒川秀明（王子製紙）・鈴木秀夫（英語版）（国土計画）・田中保伸（国土計画）・粒来敬詞（王子製紙）・中山巌（国土計画）・榛沢務（国土計画）・引木孝夫（王子製紙）・星野好男（明治大学）・堀寛（国土計画）・本間照康（王子製紙）・三沢実（国土計画）・山崎富美雄（国土計画）・若林修（国土計画）
  - 9位

## 本部役員
- 団長：柴田勝治
- 団長秘書：藤沢伸光
- 総務：藤井舜次
- 総務：藤原哲夫
- 総務：茶谷蔵吉